# Sede titolare di Selsey
La diocesi di Selsey (in latino Dioecesis Saelesiensis) è una sede titolare della Chiesa cattolica.

## Storia
La diocesi fu eretta nel 680 da san Vifrido con la fondazione del monastero a Selsey nel regno del Sussex. Tra il 1075 ed il 1085 la sede episcopale fu trasferita a Chichester dal vescovo Stigand.
Dal 1969 Selsey è annoverata tra le sedi vescovili titolari della Chiesa cattolica. Dal 6 aprile 1993 l'arcivescovo, titolo personale, titolare è André Pierre Louis Dupuy, già nunzio apostolico nei Paesi Bassi.

## Cronotassi dei vescovi titolari
- Edward Joseph Hunkeler † (4 settembre 1969 - 1º ottobre 1970 deceduto)
- Walter Francis Sullivan † (15 ottobre 1970 - 4 giugno 1974 nominato vescovo di Richmond)
- Nicolas Huỳnh Văn Nghi † (1º luglio 1974 - 6 dicembre 1979 nominato vescovo di Phan Thiết)
- Gabriel Villaruz Reyes (20 gennaio 1981 - 21 novembre 1992 nominato vescovo di Kalibo)
- André Pierre Louis Dupuy, dal 6 aprile 1993